# Clint Dempsey
Clinton Drew „Clint” Dempsey (n. 9 martie 1983) este un fotbalist american, care evoluează la clubul Seattle Sounders FC în Major League Soccer și la echipa națională de fotbal a Statelor Unite ale Americii, la care este și căpitan.

## Statistici carieră

### Club
| Club                   | Sezon         | Campionat | Campionat | Cupă    | Cupă   | Cupa Ligii | Cupa Ligii | Continental | Continental | Total   | Total  |
| Club                   | Sezon         | Meciuri   | Goluri    | Meciuri | Goluri | Meciuri    | Goluri     | Meciuri     | Goluri      | Meciuri | Goluri |
| ---------------------- | ------------- | --------- | --------- | ------- | ------ | ---------- | ---------- | ----------- | ----------- | ------- | ------ |
| New England Revolution | 2004          | 24        | 7         | 1       | 0      | 3          | 0          | –           | –           | 28      | 7      |
| New England Revolution | 2005          | 26        | 10        | 0       | 0      | 4          | 1          | –           | –           | 30      | 11     |
| New England Revolution | 2006          | 21        | 8         | 1       | 0      | 2          | 0          | 2           | 0           | 26      | 8      |
| New England Revolution | Total         | 71        | 25        | 2       | 0      | 9          | 1          | 2           | 0           | 84      | 26     |
| Fulham                 | 2006–07       | 10        | 1         | 2       | 0      | 0          | 0          | –           | –           | 12      | 1      |
| Fulham                 | 2007–08       | 36        | 6         | 2       | 0      | 2          | 0          | –           | –           | 40      | 6      |
| Fulham                 | 2008–09       | 35        | 7         | 5       | 1      | 1          | 0          | –           | –           | 41      | 8      |
| Fulham                 | 2009–10       | 29        | 7         | 2       | 0      | 0          | 0          | 13          | 2           | 44      | 9      |
| Fulham                 | 2010–11       | 37        | 12        | 3       | 0      | 2          | 1          | –           | –           | 42      | 13     |
| Fulham                 | 2011–12       | 37        | 17        | 2       | 3      | 0          | 0          | 7           | 3           | 46      | 23     |
| Fulham                 | Total         | 184       | 50        | 16      | 4      | 5          | 1          | 20          | 5           | 225     | 60     |
| Tottenham Hotspur      | 2012–13       | 29        | 7         | 2       | 3      | 2          | 0          | 10          | 2           | 43      | 12     |
| Tottenham Hotspur      | Total         | 29        | 7         | 2       | 3      | 2          | 0          | 10          | 2           | 43      | 12     |
| Seattle Sounders FC    | 2013          | 9         | 1         | 0       | 0      | 3          | 0          | –           | –           | 9       | 1      |
| Seattle Sounders FC    | Total         | 9         | 1         | 0       | 0      | 3          | 0          | –           | –           | 9       | 1      |
| Fulham (loan)          | 2013–14       | 5         | 0         | 2       | 0      | 0          | 0          | –           | –           | 7       | 0      |
| Fulham (loan)          | Total         | 5         | 0         | 2       | 0      | 0          | 0          | –           | –           | 7       | 0      |
| Seattle Sounders FC    | 2014          | 6         | 8         | 0       | 0      | 0          | 0          | –           | –           | 6       | 8      |
| Seattle Sounders FC    | Total         | 6         | 8         | 0       | 0      | 0          | 0          | –           | –           | 6       | 8      |
| Total carieră          | Total carieră | 304       | 91        | 22      | 7      | 19         | 2          | 32          | 7           | 377     | 107    |

La 1 martie 2014.

### Internațional
| Echipa        | An    | Meciuri | Goluri |
| ------------- | ----- | ------- | ------ |
| Statele Unite | 2004  | 1       | 0      |
| Statele Unite | 2005  | 13      | 2      |
| Statele Unite | 2006  | 9       | 4      |
| Statele Unite | 2007  | 13      | 3      |
| Statele Unite | 2008  | 10      | 4      |
| Statele Unite | 2009  | 14      | 4      |
| Statele Unite | 2010  | 8       | 2      |
| Statele Unite | 2011  | 14      | 5      |
| Statele Unite | 2012  | 9       | 6      |
| Statele Unite | 2013  | 10      | 6      |
| Statele Unite | 2014  | 6       | 2      |
| Total         | Total | 107     | 39     |

La 22 iunie 2014.

### Goluri internaționale
| #  | Data                | Stadion                     | Oponent            | Scor | Rezultat | Competiția                                             |
| -- | ------------------- | --------------------------- | ------------------ | ---- | -------- | ------------------------------------------------------ |
| 1  | mai 28, 2005        | Chicago, Illinois           | Anglia             | 1–2  | 1–2      | Meci amical                                            |
| 2  | iulie 7, 2005       | Seattle, Washington         | Cuba               | 1–1  | 4–1      | CONCACAF Gold Cup 2005                                 |
| 3  | februarie 2, 2006   | San Francisco, California   | Japonia            | 2–0  | 3–2      | Meci amical                                            |
| 4  | martie 1, 2006      | Kaiserslautern, Germania    | Polonia            | 1–0  | 1–0      | Meci amical                                            |
| 5  | mai 26, 2006        | Cleveland, Ohio             | Venezuela          | 2–0  | 2–0      | Meci amical                                            |
| 6  | iunie 22, 2006      | Nürnberg, Germania          | Ghana              | 1–1  | 1–2      | Campionatul Mondial de Fotbal 2006                     |
| 7  | iunie 2, 2007       | San Jose, California        | China              | 3–1  | 4–1      | Meci amical                                            |
| 8  | iunie 7, 2007       | Carson, California          | Guatemala          | 1–0  | 1–0      | CONCACAF Gold Cup 2007                                 |
| 9  | septembrie 8, 2007  | Chicago, Illinois           | Brazilia           | 2–2  | 2–4      | Meci amical                                            |
| 10 | iunie 15, 2008      | Carson, California          | Barbados           | 1–0  | 8–0      | Calificările pentru Campionatul Mondial de Fotbal 2010 |
| 11 | iunie 15, 2008      | Carson, California          | Barbados           | 5–0  | 8–0      | Calificările pentru Campionatul Mondial de Fotbal 2010 |
| 12 | septembrie 6, 2008  | Havana, Cuba                | Cuba               | 1–0  | 1–0      | Calificările pentru Campionatul Mondial de Fotbal 2010 |
| 13 | septembrie 10, 2008 | Bridgeview, Illinois        | Trinidad și Tobago | 2–0  | 3–0      | Calificările pentru Campionatul Mondial de Fotbal 2010 |
| 14 | iunie 21, 2009      | Rustenburg, Africa de Sud   | Egipt              | 3–0  | 3–0      | Cupa Confederațiilor FIFA 2009                         |
| 15 | iunie 24, 2009      | Bloemfontein, Africa de Sud | Spania             | 2–0  | 2–0      | Cupa Confederațiilor FIFA 2009                         |
| 16 | iunie 28, 2009      | Johannesburg, Africa de Sud | Brazilia           | 1–0  | 2–3      | Cupa Confederațiilor FIFA 2009                         |
| 17 | septembrie 5, 2009  | Sandy, Utah                 | El Salvador        | 1–1  | 2–1      | Calificările pentru Campionatul Mondial de Fotbal 2010 |
| 18 | mai 30, 2010        | Philadelphia, Pennsylvania  | Turcia             | 2–1  | 2–1      | Meci amical                                            |
| 19 | iunie 12, 2010      | Rustenburg, Africa de Sud   | Anglia             | 1–1  | 1–1      | Campionatul Mondial de Fotbal 2010                     |
| 20 | iunie 7, 2011       | Detroit, Michigan           | Canada             | 2–0  | 2–0      | CONCACAF Gold Cup 2011                                 |
| 21 | iunie 19, 2011      | Washington, D.C., SUA       | Jamaica            | 2–0  | 2–0      | CONCACAF Gold Cup 2011                                 |
| 22 | iunie 22, 2011      | Houston, Texas              | Panama             | 1–0  | 1–0      | CONCACAF Gold Cup 2011                                 |
| 23 | octombrie 8, 2011   | Miami, Florida              | Honduras           | 1–0  | 1–0      | Meci amical                                            |
| 24 | noiembrie 15, 2011  | Ljubljana, Slovenia         | Slovenia           | 2–1  | 3–2      | Meci amical                                            |
| 25 | februarie 29, 2012  | Genova, Italia              | Italia             | 1–0  | 1–0      | Meci amical                                            |
| 26 | iunie 8, 2012       | Tampa, Florida              | Antigua și Barbuda | 2–0  | 3–1      | Calificările pentru Campionatul Mondial de Fotbal 2014 |
| 27 | iunie 12, 2012      | Guatemala City, Guatemala   | Guatemala          | 1–0  | 1–1      | Calificările pentru Campionatul Mondial de Fotbal 2014 |
| 28 | septembrie 7, 2012  | Kingston, Jamaica           | Jamaica            | 1–0  | 1–2      | Calificările pentru Campionatul Mondial de Fotbal 2014 |
| 29 | octombrie 16, 2012  | Kansas City, Kansas         | Guatemala          | 2–1  | 3–1      | Calificările pentru Campionatul Mondial de Fotbal 2014 |
| 30 | octombrie 16, 2012  | Kansas City, Kansas         | Guatemala          | 3–1  | 3–1      | Calificările pentru Campionatul Mondial de Fotbal 2014 |
| 31 | februarie 6, 2013   | San Pedro Sula, Honduras    | Honduras           | 1–0  | 1–2      | Calificările pentru Campionatul Mondial de Fotbal 2014 |
| 32 | martie 22, 2013     | Commerce City, Colorado     | Costa Rica         | 1–0  | 1–0      | Calificările pentru Campionatul Mondial de Fotbal 2014 |
| 33 | mai 29, 2013        | Cleveland, Ohio             | Belgia             | 2–4  | 2–4      | Meci amical                                            |
| 34 | iunie 2, 2013       | Washington D.C., SUA        | Germania           | 3–1  | 4–3      | Meci amical                                            |
| 35 | iunie 2, 2013       | Washington D.C., SUA        | Germania           | 4–1  | 4–3      | Meci amical                                            |
| 36 | septembrie 6, 2013  | San Jose, Costa Rica        | Costa Rica         | 1–2  | 1–3      | Calificările pentru Campionatul Mondial de Fotbal 2014 |
| 37 | iunie 1, 2014       | New Jersey, SUA             | Turcia             | 2–0  | 2–1      | Meci amical                                            |
| 38 | iunie 16, 2014      | Natal, Brazilia             | Ghana              | 1–0  | 2–1      | Campionatul Mondial de Fotbal 2014                     |
| 39 | iunie 22, 2014      | Manaus, Brazilia            | Portugalia         | 2–1  | 2–2      | Campionatul Mondial de Fotbal 2014                     |

## Palmares

### Club
New England Revolution
- MLS Cup

Finalist (2): 2005, 2006
- MLS Supporters' Shield

Finalist (1): 2005
Fulham
- UEFA Europa League

Finalist: 2009-10

### Internațional
- CONCACAF Gold Cup (2): 2005, 2007
- Cupa Confederațiilor FIFA

Finalist: 2009

### Individual
- MLS Rookie of the Year Award: 2004
- Honda Player of the Year: 2006
- MLS Best XI: 2005, 2006
- U.S. Soccer Athlete of the Year (3): 2007, 2011, 2012
- Balonul de Bronz la Cupa Confederațiilor FIFA: 2009
- Fulham Player of the Season (2): 2010–11, 2011–12
- Southern Conference Men's Soccer Freshman of the Year: 2001